# Скифская триада
Скифская триада — три характерных археологических признака, характерных для культур скифо-сибирского мира: оружие (особенно железный меч акинак), конское снаряжение и звериный стиль. По этим особенным вещам определяют, является ли найденное захоронение скифским. Понятие введено в 1954 Б. Н. Граковым и А. И. Мелюковой, вскоре прижилось и стало «визитной карточкой» скифов. Существуют также аналогичные редко использующиеся понятия «сакская» и «сарматская» триада.